# Târnova (okręg Arad)
Târnova – wieś w Rumunii, w okręgu Arad, w gminie Târnova. W 2011 roku liczyła 1667 mieszkańców. 